# Großer Möseler
Großer Möseler (italienska: Grand Mésule) är en bergstopp i Österrike på gränsen till Italien. Toppen på Großer Möseler är 3 479 meter över havet.
Den högsta punkten i närheten är Gran Pilastro, 3 509 meter över havet, 4,6 km sydväst om Großer Möseler.
Trakten runt Großer Möseler består i huvudsak av kala bergstoppar och isformationer.